# KitSat 1
KitSat 1 (auch OSCAR 23 oder KitSat A) ist ein südkoreanischer Technologieerprobungs- und Erdbeobachtungssatellit. Er war der erste südkoreanische Satellit überhaupt und wurde am Korea Advanced Institute of Science and Technology gebaut. Er wurde am 10. August 1992 als Sekundärnutzlast mit einer Ariane-42P-H10-Rakete vom Centre Spatial Guyanais gestartet. Nach dem erfolgreichen Start erhielt der Satellit zusätzlich die OSCAR-Nummer 23 zugewiesen.

## Aufbau und Nutzlast
KitSat 1 beruht auf dem Satellitenbus Microsat-70 der britischen Firma Surrey Satellite Technology.
Die Hauptnutzlast ist das Erdbeobachtungssystem. Es besteht aus zwei CCD-Sensoren, zwei Linsen und einem Transputer zur Bildverarbeitung. Eines der Aufnahmesysteme hat eine Auflösung von ungefähr 4 km, das zweite von 400 m.
Weitere Nutzlasten sind das Digital Signal Processing Experiment (DSPE), eine Store- and Forward-Mailbox für Amateurfunk und das Cosmic Ray Experiment (CRE). Der Satellit hat zwei Uplinks im 2-Meter-Band und einen Downlink im 70-Zentimeter-Band für Amateurfunkzwecke.